# Magdalena Malec
Magdalena Malec (ur. 1979 w Warszawie) – polska klawesynistka i organistka.
Absolwentka Akademii Muzycznej im. Karola Szymanowskiego w Katowicach (2004, klasa organów prof. Juliana Gembalskiego) oraz Schola Cantorum w Bazylei (2010, klasa klawesynu Andrei Marcona). Laureatka międzynarodowych konkursów muzycznych: m.in. III nagroda Organ Competition for the Paul-Hofhaimer-Prize w Innsbrucku (2007), II nagroda Międzynarodowego Konkursu Bachowskiego w Lipsku (2010).